# Devočka na šare
Devočka na šare (Девочка на шаре) è un film del 1966 diretto da Gleb Komarovskij e Levan Aleksandrovič Šengelija.